# Amritsar
Amritsar é uma cidade do estado do Punjab, na Índia. Localiza-se no noroeste do país. Tem cerca de 1,2 milhões de habitantes. Foi fundada em 1577 e é o centro da religião sique, e local do Harmandir Sahib, o mais importante templo do siquismo que foi invadido militarmente por ordens de Indira Gandhi em 1984.